# Universität Sfax

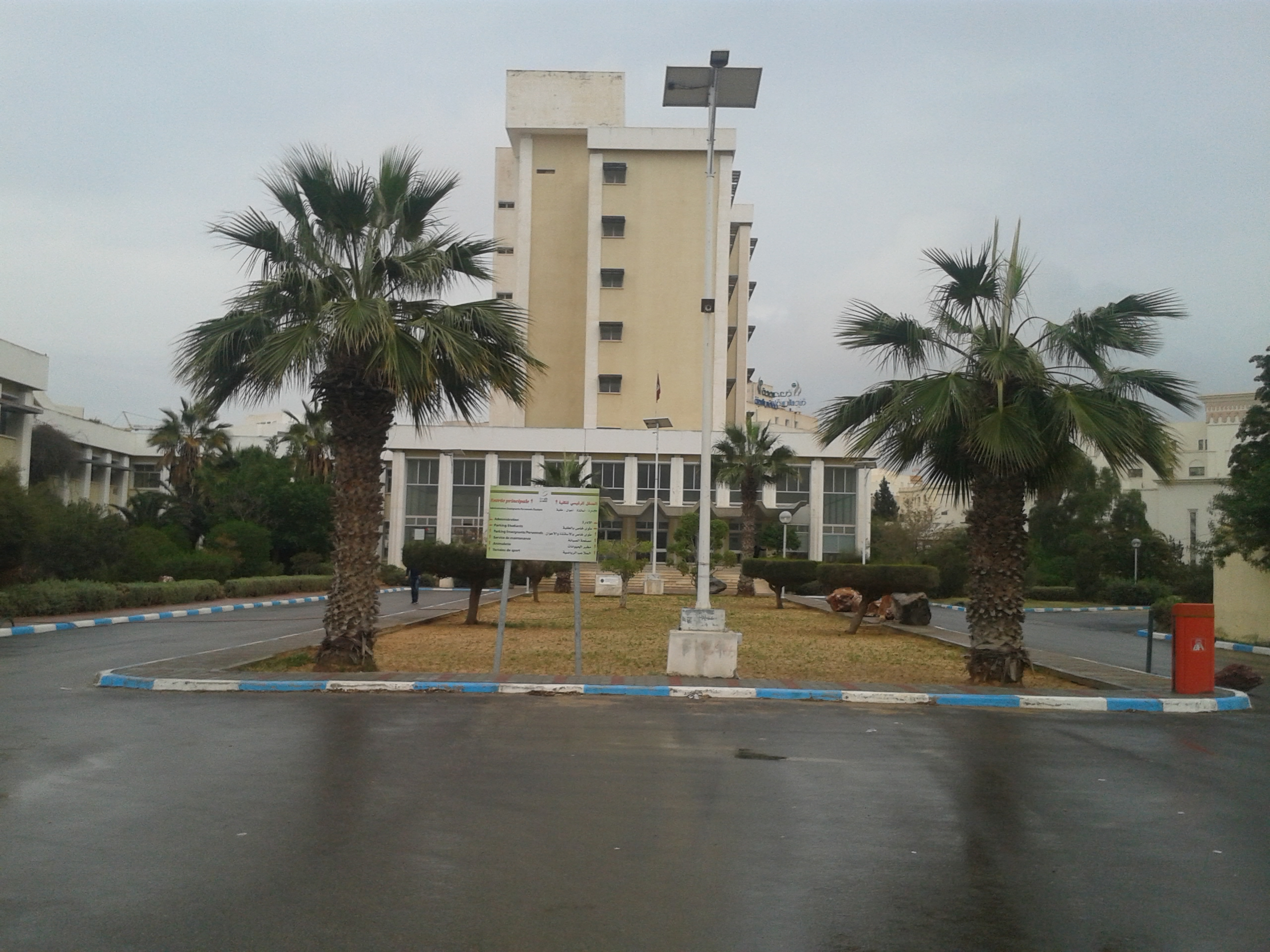
Universität Sfax, Medizinische Fakultät (2018)

Die Universität Sfax (arabisch جامعة صفاقس, DMG Ǧāmiʿat Ṣafāqis; französisch Université de Sfax; kurz USS) ist eine staatliche Universität in Sfax in Tunesien. Die Hochschule wurde 1986 als Universität des Südens gegründet.